# سید محمد روحانی
 سید محمد حسینی روحانی قمی (۲۱ اردیبهشت ۱۲۹۹، قم - ۳ مرداد ۱۳۷۶، قم) روحانی، فقیه، اصولی، مجتهد و از مراجع تقلید شیعه بود.

## خاندان
پدر وی، سید محمود روحانی، فرزند سید صادق روحانی قمی بود. او برادر بزرگ سید محمدصادق روحانی (مرجع تقلید درگذشته) نیز بود.

## تحصیل
در سال ۱۳۵۵ هجری قمری به کربلا رفت و در آنجا شاگرد محمدهادی میلانی بود. پس از آن در سال ۱۳۵۷ هجری قمری به نجف رفت و در حوزهٔ‌علمیهٔ نجف از حضور مراجع و استادان معروفی مانند محمد حسین غروی اصفهانی (مشهور به کمپانی)، محمد علی کاظمینی، محمدرضا آل یاسین، محمد کاظم شیرازی، سید ابوالقاسم خوئی استفاده برد.

## شاگردان
- سید محمد باقر صدر
- محمدمهدی شمس الدین
- شیخ محمد سند بحرانی
- عبدالصاحب حکیم
- سید محمد حسین فضل‌الله
- سید محمد جواد فضل‌الله
- محمدرضا جعفری
- محمدصادق جعفری
- سید محی الدین غریفی
- بشیر حسین نجفی
- سید ابراهیم حجازی
- شیخ عباس عباس‌نژاد بیرجندی
- جمال الدین موسوی
- سید علی مکی
- سید علی میلانی
- محسن وحید خراسانی
- شیخ مصطفی اسکندری
- سید جواد علوی طباطبایی بروجردی
- ابوالحسن قائمی
- علی مهدوی دامغانی
- محمد حسن رئوفی
- سید مهدی روحانی (دامادش)
- سید محمد مجتهدی
- سید حسن رضوی لاهیجانی
- شیخ محمد تقی سخایی

## درگذشت و حواشی آن
بیماری روحانی در سال ۱۳۷۵ اوج می‌گیرد. علیرغم کوشش پزشکان در داخل کشور موفق به مهار بیماری نمی‌شوند. جمهوری اسلامی با تقاضای سفر استعلاجی او به خارج از کشور موافقت می‌کند. روحانی (ظاهراً در تابستان ۱۳۷۵ به مدت یک‌ماه) در لندن تحت مداوا قرار می‌گیرد. معالجه با موفقیت پیش می‌رود و او به ایران بازمی‌گردد بی‌آنکه در خارج نیز اقدامی سیاسی انجام دهد. بعد از حدود یک‌سال دوباره بیماری شدت می‌گیرد و او در نهایت در ۴ مرداد ۱۳۷۶ در قم بر اثر خونریزی معده از دنیا می‌رود.
نخستین چیزی که در مطبوعات ایران دربارهٔ وی اجازهٔ نشر یافت خبر وفات وی بود. جمهوری اسلامی مانع از انتشار خبر درگذشت، مجالس ترحیم و چهلم وی نشد. هرچند اینکه اجازهٔ عمل به وصیت وی در دفن کنار مدفن پدرش در مسجد بالاسر حضرت معصومه داده نشد، و جنازهٔ وی به اعتراض در منزل مسکونی‌اش دفن شد، جمهوری اسلامی حتی در محل دفن نیز تضییقات خود را اعمال کرد.

## رویارویی با جمهوری اسلامی
وی در جمهوری اسلامی ایران سال‌ها از دست حکومت فراری بود. سال‌ها در شمال ایران، تهران، مشهد در خانه‌های مختلف به‌طور مخفی زندگی می‌کرد. (برادر وی سید محمدصادق روحانی نیز در حکومت جمهوری اسلامی با اینکه خود از بنیانگذاران نظام اسلامی در ایران بود سالیانی در خانه خود محبوس بودند (۱۴ سال حبس خانگی) . شایعاتی نیز دربارهٔ مشکوک بودن فوت وی مطرح شد. مدفن وی نیز در حسینیه وی می‌باشد.

## مرجعیت
سید محمد روحانی شاخص‌ترین مخالف خمینی و تحرکات او در بین سالهای ۱۳۴۴ تا ۱۳۵۶ در حوزهٔ علمیهٔ نجف بوده‌است. روحانیون مبارز نجف معتقدند وی در مخالفت، تضعیف و ایذاء موسوی خمینی به دلیل سیاسی و انقلابی بودنش چیزی فروگذار نکرد.
محسن کدیور در زمینهٔ اختلافات او با خمینی چنین می‌نویسد:
یکی از اوراق سیاه پروندهٔ جمهوری اسلامی در حوزهٔ مرجعیت اعمال فشار و ممانعت از مرجعیت سید محمد روحانی است. مطابق ضوابط سنتی حوزه‌های شیعی آن مرحوم در دههٔ هفتاد شمسی در مظان اعلمیت بوده‌است. اینکه یک مجتهد نهایتاً متجزی به زور قدرت سیاسی اعلام مرجعیت کند و مانع از مرجعیت رسمی مجتهد مطلقی که در مظان مرجعیت است بشود از بدعتهای جمهوری اسلامی است. با ممانعت نظام از عمل به وصیتش، جنازهٔ وی به اعتراض در منزل مسکونیش دفن شد.